# Хромат меди(II)
Хромат меди(II) — неорганическое соединение,
соль меди и хромовой кислоты
с формулой CuCrO4,
красно-коричневые кристаллы,
не растворяется в воде.

## Физические свойства
Хромат меди(II) образует красно-коричневые кристаллы
ромбической сингонии,
пространственная группа A mam,
параметры ячейки a = 0,5878 нм, b = 0,8925 нм, c = 0,5426 нм, Z = 4.
Не растворяется в воде (рПР = 3,4),
растворяется в этаноле.